# Weiler ob der Fils
Weiler ob der Fils ist ein Stadtteil von Ebersbach an der Fils im Landkreis Göppingen in Baden-Württemberg. Im ortsneckerischen Sprachgebrauch werden die Weilermer auch "Plätz" (Flacher Kuchen aus Brotteig, mit Obst belegt) oder "Katza" (Katzen) genannt.

## Geografische Lage
Der Stadtteil Weiler ob der Fils liegt auf einer Anhöhe (340 m NN) ungefähr 1,5 km südwestlich vom Stadtzentrum Ebersbachs. An Weiler grenzen die Ebersbacher Stadtteile Roßwälden im Süden und Sulpach im Osten sowie die Stadt Ebersbach im Nordosten an. Westlich befinden sich die Gemeinden Reichenbach an der Fils und Hochdorf.

## Geschichte

### Name
Im Allgemeinen leitet man das Wort „Weiler“ vom lateinischen Wort „villare, villarium“ („Landgut, Hof“) ab.

### Ortsgeschichte
Die Erstbesiedlung fand vermutlich in der Zeit zwischen dem neunten und dem elften Jahrhundert statt. In einer um das Jahr 1250 verfassten Urkunde ist ein Weiler westlich  von Göppingen beschrieben; es geht aber nicht eindeutig hervor, ob es sich um die Gemeinde Weiler ob der Fils oder um den Schorndorfer Stadtteil Weiler handelt. Die erste gesicherte urkundliche Erwähnung von Weiler ob der Fils stammt aus dem Jahr 1423. Politisch gesehen waren die Einwohner von Weiler ob der Fils seit dem späten Mittelalter württembergische Untertanen. Der Ort kam teilweise als alter Besitz des Klosters Adelberg, teilweise über die Herrschaft Teck an Württemberg. Anno 1538 wurden die Orte Sulpach, Roßwälden und Weiler unter dem „Roßwälder Stab“ zusammengefasst, der bis 1938 zum Oberamt Kirchheim zählte. Seit 1819 war die Weilermer Bürgerschaft bestrebt, sich vom Roßwälder Stab zu trennen. Weiler verließ 1905 den Roßwälder Stab und wurde eine selbstständige Gemeinde. Seit 1931 ziert der weiße Bär im roten Schild (Siegel des ausgestorbenen Adelsgeschlechts der Reußensteiner) das Dienstsiegel der Gemeinde Weiler. 1938 wurde Weiler dem Landkreis Göppingen zugeordnet. Am 1. Januar 1975 erfolgte die Eingemeindung nach Ebersbach.
Weiler erhielt 1718 erstmals ein eigenes Schulzimmer. In den Jahren von 1963 bis 1965 entstand ein neues Schulhaus mit Kindergarten, Gymnastikhalle und Hartsportplatz. Zwischen 1976 und 2000 kam es vor allem im Bereich der Sportanlagen zu umfangreichen baulichen Neugestaltungen und Erweiterungen. 1984 wurde der Rasensportplatz mit Weitsprung- und Kugelstoßanlage eingeweiht. Im Jahr 2003 wurde das Bürgerhaus fertiggestellt.
Von 1907 bis 1921 wurde die Wasserversorgung durch Quellfassungen gesichert sowie der Anschluss an das Telefonnetz und die öffentliche Stromversorgung hergestellt. Seit 1970 erfolgt die Wasserversorgung durch den neu errichteten Wasserturm zwischen Weiler und Sulpach.

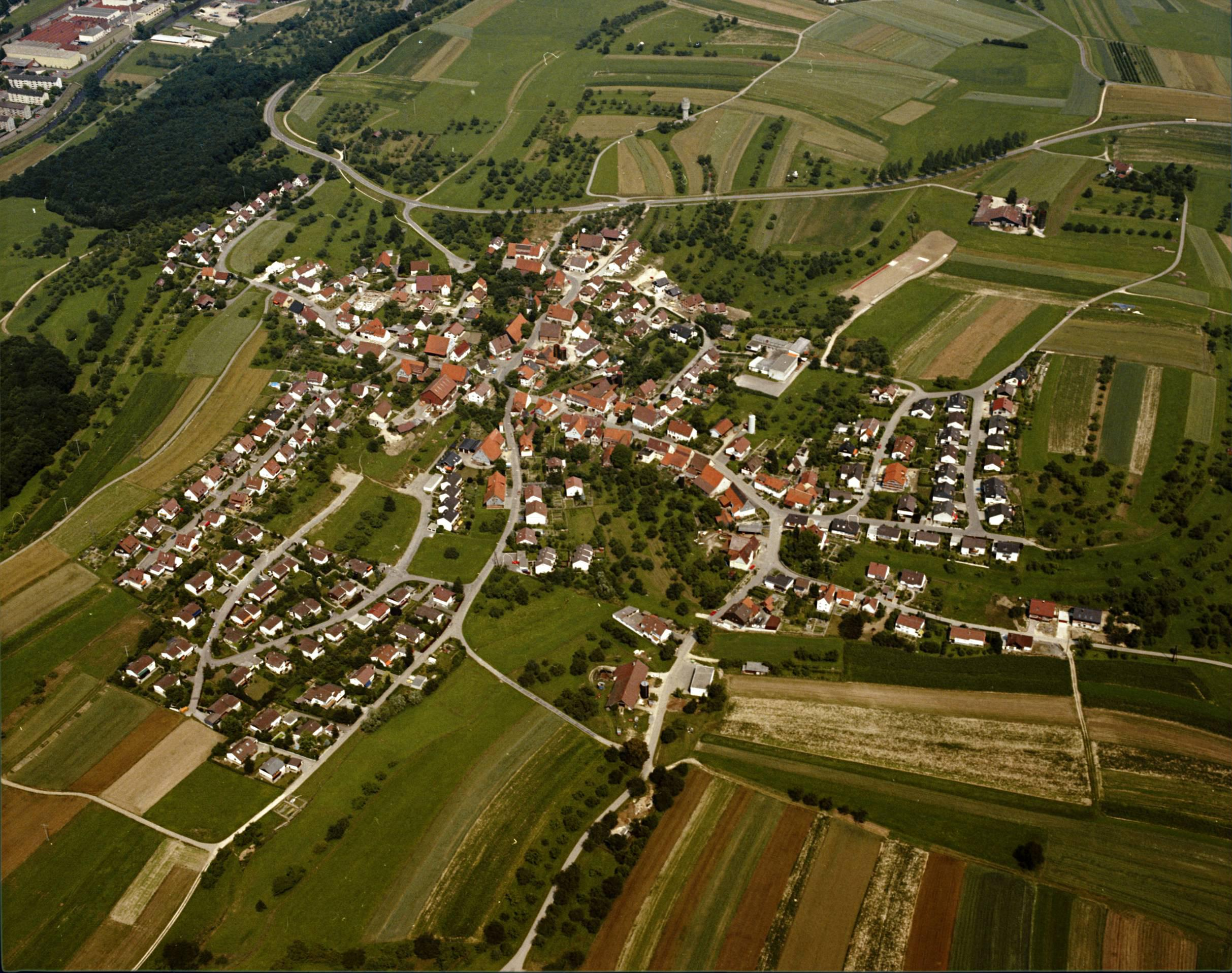
Luftbild von Weiler (1983)

Am 1. Januar 1975 wurde Weiler ob der Fils nach Ebersbach an der Fils eingemeindet.

### Einwohnerentwicklung
Im Dreißigjährigen Krieg (1618–1648) wurde die Bevölkerung Weilers auf etwa ein Zehntel dezimiert. Eine Ursache hierfür war auch die Abwanderung vieler Bürger in das nahe gelegene Kirchheim unter Teck.
Einwohnerentwicklung:
| Jahr | Einwohner |
| ---- | --------- |
| 1939 | 278       |
| 1945 | 352       |
| 1961 | 517       |
| 1971 | 920       |
| 2005 | 1082      |
| 2010 | 1067      |

## Politik
Im Jahr 1975 wurde durch eine Änderung der Hauptsatzung der Stadt Ebersbach das Amt des Ortsvorstehers geschaffen und ein Ortschaftsrat sowie die unechte Teilortswahl eingeführt. Weiler ob der Fils bekam zwei Sitze im Gemeinderat von Ebersbach garantiert. Im Jahr 2009 wurde unter Beibehaltung der Ortschaftsverfassung die unechte Teilortswahl abgeschafft.

## Religion
Vor der Reformation erfolgte in Weiler der Gottesdienst durch einen Kaplan, der dem Sulpacher Pfarrer unterstand. Nach der ab 1534 in Württemberg eingeführten Reformation wurde Weiler nach Roßwälden eingepfarrt. Der Roßwälder Geistliche hielt in Weiler alle zwei Wochen Gottesdienste ab. Die Pfarrei in Roßwälden war den Klosterfrauen von Kirchheim unter Teck unterstellt. Im Jahr 1603 wurde die neue evangelische Kirche an gleicher Stelle wie die dem Heiligen Blasius geweihte Wallfahrtskapelle errichtet; sie besteht bis heute.

## Vereine und Bildungseinrichtungen
Die beiden größten Vereine von Weiler sind der Sportclub SC Weiler 1947 und der Gesangsverein Eintracht Weiler. Außerdem gibt es in Weiler eine Abteilung der Freiwilligen Feuerwehr Ebersbach.
Der Städtische Kindergarten und die Grundschule sind in einem Gebäude in der Nähe des Ortskerns untergebracht. Der Musikschulunterricht findet im benachbarten Bürgerhaus statt. Die weiterführenden Schulen und Bildungseinrichtungen wie Haupt-, Förder-, Realschule und Gymnasium befinden sich in der Kernstadt Ebersbach.